# Razija Mujanović
Razija Mujanović  (nacida el 15 de septiembre de 1967 en Ratkovići, Yugoslavia) es una exjugadora de baloncesto bosnia. Consiguió 4 medallas en competiciones oficiales con la Yugoslavia.

## Carrera
Empezó su carrera a los 15 años en el Jedinstvo de Tuzla, con el que ganó tres ligas yugoslavas. En 1991 fichó por el Ros Casares Valencia, ganando su primera euroliga. Al año siguiente, viajó a Italia, fichando por el Comense de Como, donde ganó dos euroligas (1994 y 1995), 5 ligas italianas y tres copas. Tras su gran etapa en Italia, en 1999 cruzó el Atlántico para fichar por el Detroit Shock. 
Tras nueve años sin pisar una cancha profesional de baloncesto, volvió en 2008 a la edad de 41 años, jugando su última temporada en el Ragusa Dubrovnik, en Croacia.

## Equipo Nacional
Mujanović en competiciones FIBA solo pudo saborear la medalla de plata, en los juegos olímpicos de Seúl de 1988, en el mundial de Malasia de 1990 y en el Eurobasket de 1991 en Israel, con el equipo nacional de Yugoslavia.
El resto de su carrera lo jugó representando a Bosnia y Herzegovina
, jugando su último partido en 2007.

## Trayectoria
•Jedinstvo AIDA (1982-1990)
• Dorna Godella (1991-92)
•Pool Comense (1992-1996)
•Detroit Shock (1999)
•Ragusa Dubrovnik (2008-09)